# Флемстид (лунный кратер)
Кратер Флемстид (лат. Flamsteed) — небольшой молодой ударный кратер в юго-восточной части Океана Бурь на видимой стороне Луны. Название присвоено в честь британского астронома Джона Флемстида (1646—1719) и утверждено Международным астрономическим союзом в 1935 г. Образование кратера относится к эратосфенскому периоду.

## Описание кратера

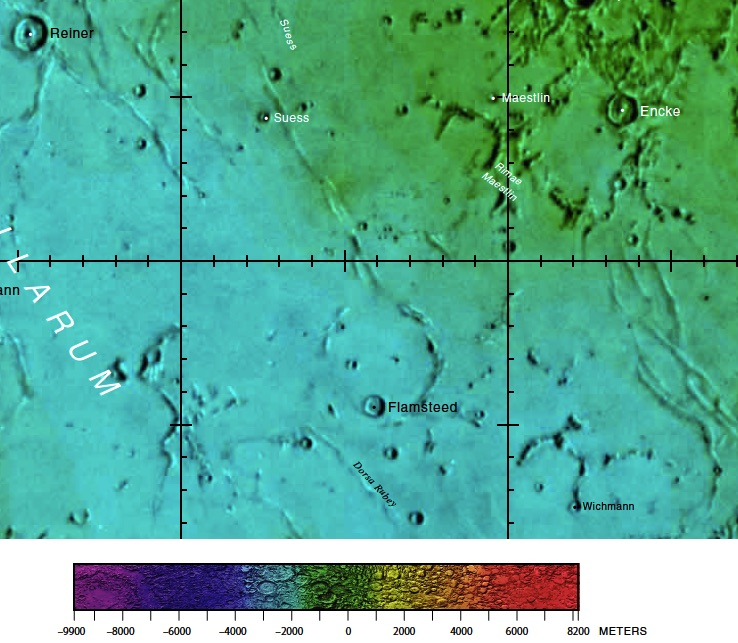
Окрестности кратера Флемстид. Фрагмент карты видимой стороны Луны.

Ближайшими соседями кратера Флемстид являются кратер Вихман на востоке-юго-востоке; кратеры Уинтроп и Летронн на юге. На юге от кратера расположены гряды Руби; на юго-востоке - гряды Юинга. Селенографические координаты центра кратера 4°29′ ю. ш. 44°20′ з. д. / 4,49° ю. ш. 44,34° з. д., диаметр 19,3 км, глубина 2160 м.
Кратер Флемстид имеет близкую к циркулярной форму с неюольшим выступом в южной-юго-восточной части и практически не разрушен. Вал с четко очерченной острой кромкой и гладким внутренним склоном с высоким альбедо. Вал кратера имеют яркость 6° по таблице яркостей Шрётера. Высота вала над окружающей местностью достигает 780 м, объем кратера составляет приблизительно 240 км³. Дно чаши пересеченное, в центре чаши расположен кольцевой массив небольших центральных хребтов.
Интенсивный выход скальных пород на поверхность Луны в окрестностях кратера Флемстид подтвержден экспериментами произведенными с помощью автоматической межпланетной станции "Эксплорер-35".

## Сателлитные кратеры
| Флемстид | Координаты                                          | Диаметр, км |
| -------- | --------------------------------------------------- | ----------- |
| A        | 7°53′ ю. ш. 43°00′ з. д. / 7,88° ю. ш. 43° з. д.    | 11,4        |
| B        | 5°56′ ю. ш. 43°49′ з. д. / 5,93° ю. ш. 43,81° з. д. | 9,3         |
| C        | 5°31′ ю. ш. 46°20′ з. д. / 5,52° ю. ш. 46,33° з. д. | 9,1         |
| D        | 3°11′ ю. ш. 44°57′ з. д. / 3,19° ю. ш. 44,95° з. д. | 6,7         |
| E        | 3°43′ ю. ш. 46°06′ з. д. / 3,71° ю. ш. 46,1° з. д.  | 2,1         |
| F        | 4°44′ ю. ш. 41°09′ з. д. / 4,73° ю. ш. 41,15° з. д. | 5,5         |
| G        | 4°44′ ю. ш. 51°03′ з. д. / 4,74° ю. ш. 51,05° з. д. | 42,9        |
| H        | 5°53′ ю. ш. 51°46′ з. д. / 5,88° ю. ш. 51,77° з. д. | 4,3         |
| J        | 6°40′ ю. ш. 49°20′ з. д. / 6,67° ю. ш. 49,33° з. д. | 5,2         |
| K        | 3°07′ ю. ш. 43°44′ з. д. / 3,11° ю. ш. 43,73° з. д. | 3,4         |
| L        | 3°28′ ю. ш. 40°52′ з. д. / 3,46° ю. ш. 40,87° з. д. | 3,8         |
| M        | 2°20′ ю. ш. 40°41′ з. д. / 2,33° ю. ш. 40,68° з. д. | 4,5         |
| P        | 3°15′ ю. ш. 44°15′ з. д. / 3,25° ю. ш. 44,25° з. д. | 112,2       |
| S        | 3°28′ ю. ш. 52°23′ з. д. / 3,47° ю. ш. 52,39° з. д. | 3,6         |
| T        | 3°08′ ю. ш. 51°43′ з. д. / 3,14° ю. ш. 51,72° з. д. | 23,1        |
| U        | 3°37′ ю. ш. 50°19′ з. д. / 3,61° ю. ш. 50,31° з. д. | 4,6         |
| X        | 2°18′ ю. ш. 47°24′ з. д. / 2,3° ю. ш. 47,4° з. д.   | 2,8         |
| Z        | 1°18′ ю. ш. 47°51′ з. д. / 1,3° ю. ш. 47,85° з. д.  | 2,7         |

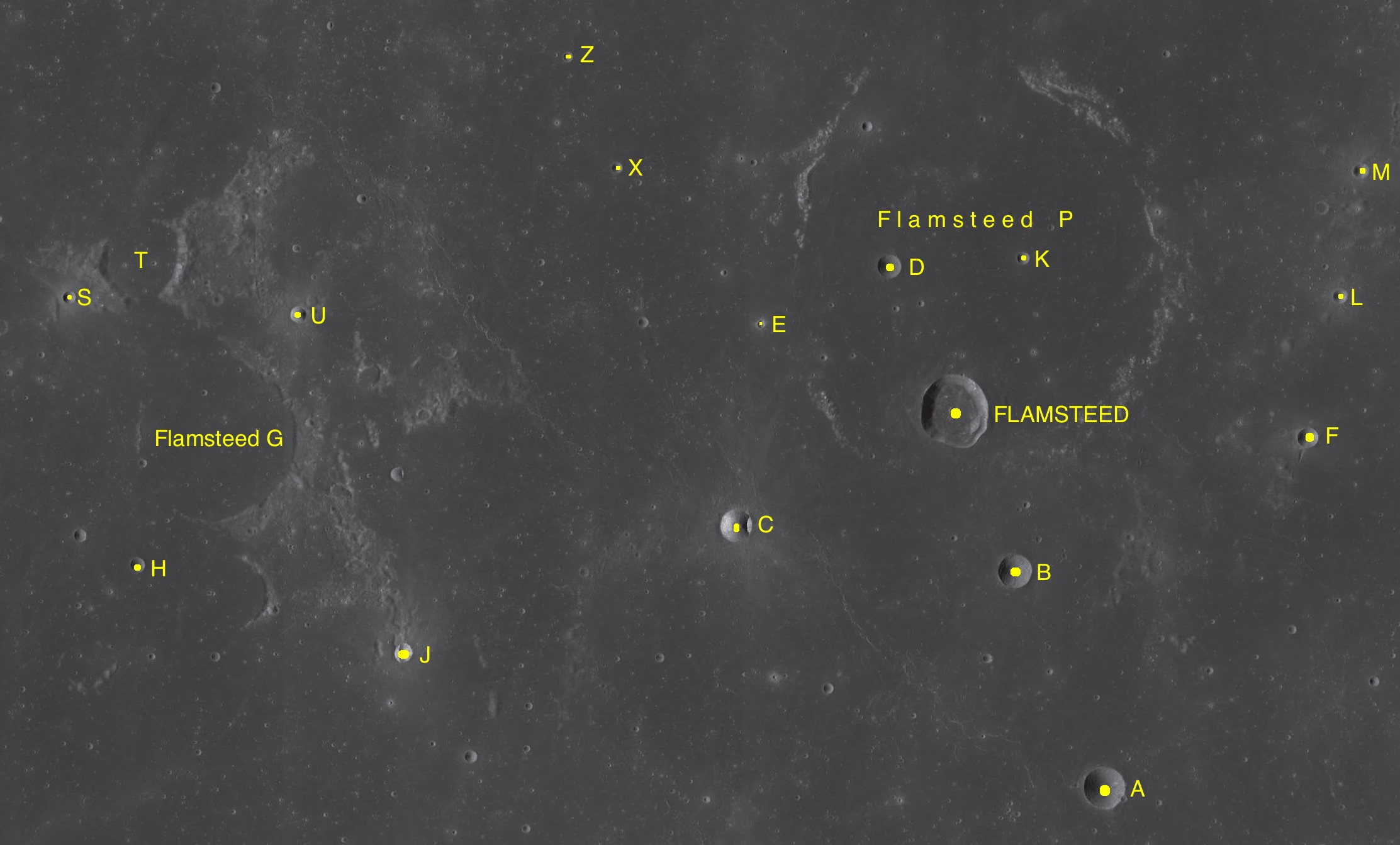
Фрагменты карт LAC-74, LAC-75.

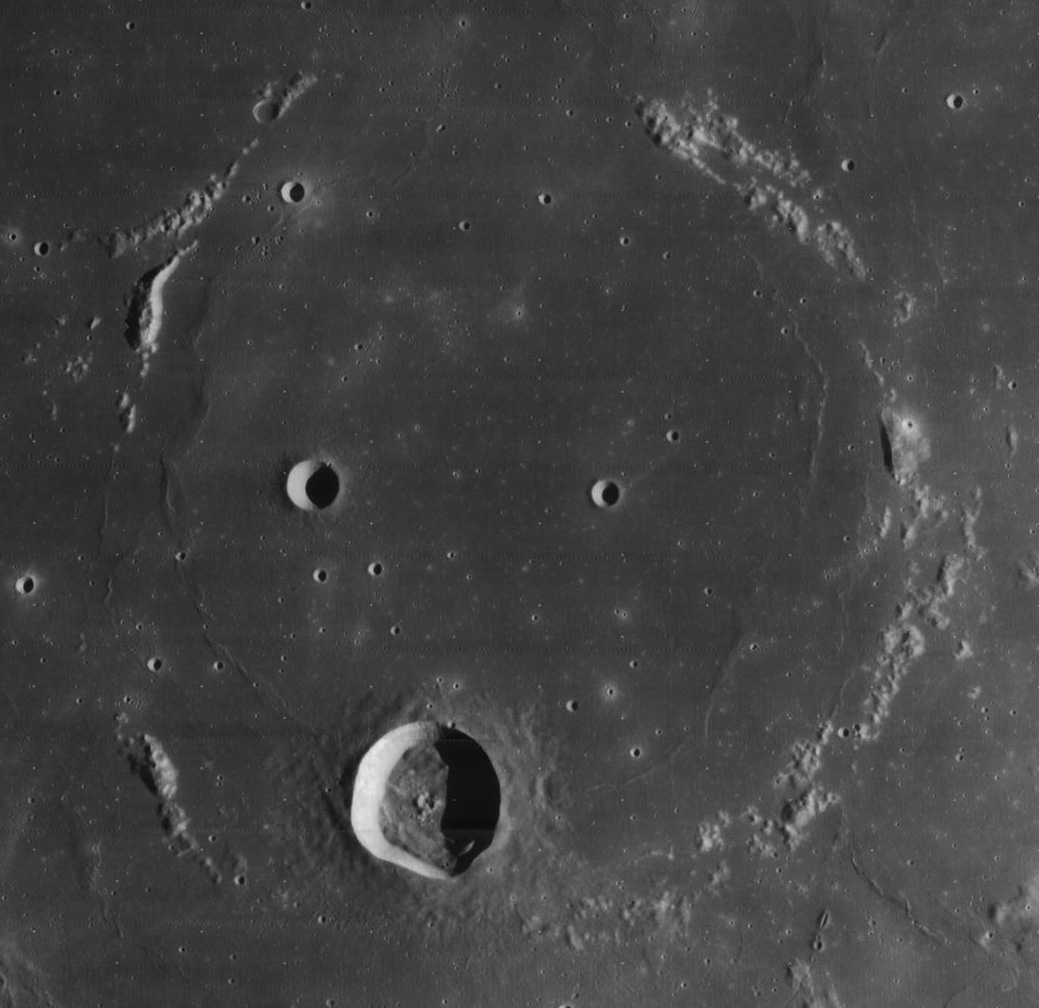
Сателлитный кратер Флемстид P. Снимок зонда Lunar Orbiter - IV.

- Сателлитные кратеры Флемстид C и F включены в список кратеров с яркой системой лучей Ассоциации лунной и планетарной астрономии (ALPO)[6].

- В кратере Флемстид и в сателлитном кратере Флемстид B зарегистрированы температурные аномалии во время затмений. Объясняется это тем, что подобные кратеры имеют небольшой возраст и скалы не успели покрыться реголитом, оказывающим термоизолирующее действие.

- Образование сателлитного кратера Флемстид P относится к донектарскому периоду[1].

## Места посадок космических аппаратов
- 2 июня 1966 года приблизительно в 50 км к северо-северо-востоку от кратера Флемстид, в точке с селенографическими координатами 2°28′26″ ю. ш. 43°20′20″ з. д. / 2,474° ю. ш. 43,339° з. д.G, совершил мягкую посадку американский спускаемый аппарат «Сервейер-1».

## Галерея

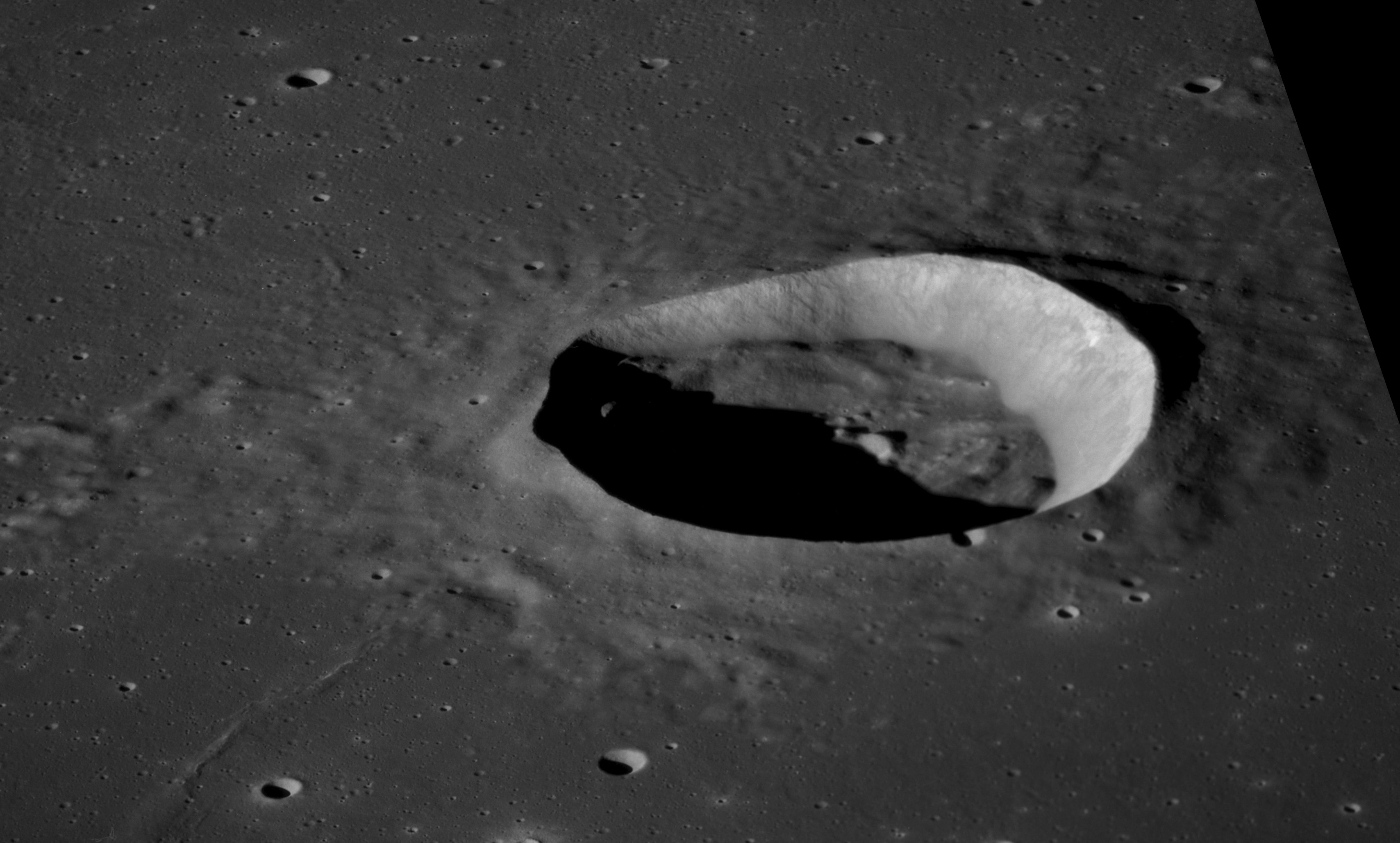
Снимок кратера Флемстид с борта Аполлона-12.

## См.также
- Список кратеров на Луне
- Лунный кратер
- Морфологический каталог кратеров Луны
- Планетная номенклатура
- Селенография
- Минералогия Луны
- Геология Луны
- Поздняя тяжёлая бомбардировка